# Convocazioni al torneo di qualificazione europeo al World Grand Prix 2011
Elenco delle giocatrici condovate per il torneo di qualificazione europeo al World Grand Prix 2011.